# 彼得·鲁道夫·德弗里斯
彼得·鲁道夫·德弗里斯（荷蘭語：Peter Rudolf de Vries；1956年11月14日—2021年7月15日）是荷兰犯罪調查記者。他的电视节目Peter R. de Vries: Crime Reporter（1995−2012年）报道了許多犯罪案件，該節目還创造了荷兰的电视收视记录。2005年，他成立了自己的政党，不久后解散。2021年7月6日，他在离开阿姆斯特丹RTL Boulevard的电视演播室后遭遇槍擊，隨後被送往医院，情况危急，延至7月15日不治。